# Ремир-Монжоли
Ремир-Монжоли (фр. Remire-Montjoly) — коммуна во Французской Гвиане, заморском департаменте Франции, расположена недалеко от столицы Кайенны. Основана в 1652 году.

## География
Коммуна состоит из старинных поселений Ремир и Монжоли. Известна своими пляжами. Три прибрежных острова Иль-де-Ремир административно подчинены коммуне Кайенна. На северо-востоке граничит с Атлантическим океаном, на юге с коммуной Матури, на востоке с коммуной Рура, на западе и северо-западе с коммуной Кайенна. Вместе с Матури и Кайенной является частью Иль-де-Кайенн и агломерации Большая Кайенна. С 1993 года в коммуне ведётся активное строительство, влияющее на природный ландшафт.
Климат экваториального типа. Из-за расположения на побережье Атлантического океана в Ремир-Монжоли часто ветрено.

## История
В 1608 году несколько семей англичан, эмигрировавших из Европы, поселились на плато Маури, но все они убиты местными индейцами. В октябре 1652 года заместителем председателя Парижского общества по фамилии Вертомон было основано поселение Ремир, которое уже в следующем году подверглось нападению со стороны аборигенов. Поселенцы были вынуждены оставить эти земли. В декабре 1653 года голландцы захватили всю Гвиану.
12 сентября 1659 года Давид Коэн Насси заключил соглашение с голландской Вест-Индской компанией, которым предусматривалось создание еврейского поселения на месте, основанного ранее французами, поселения Ремир. В 1664 году французы захватили Кайенну у голландцев, которые сдались без боя, но при условии гарантий свободы вероисповедания для евреев. Тем не менее, две трети евреев переехали в Суринам, а в Ремир снова стали селиться французы.
С 1651 по 1765 год, до своего изгнания из Гвианы, в коммуне вели активную деятельность иезуиты. Используя труд рабов они развивали сельское хозяйство, строили мануфактуры. В 1794 году после отмены рабства экономическое положение в регионе ухудшилось. В 1867 году из коммуны был проведён водопровод для снабжения питьевой водой города Кайенна.
В 1879 году был принят муниципальный закон, которым учреждалось местное самоуправление. Первым мэром коммуны Ремир в 1880 году был избран Эжен Пажо. 8 сентября 1892 года было начато строительство ратуши. С тех пор 8 сентября отмечается как праздник основания коммуны.
После извержения вулкана Пеле в 1902 году многие жители острова Мартиника переехали в Гвиану, где основали поселение Монжоли. Некогда на этих землях находилась летняя резиденция Луи-Мари-Франсуа Тарди де Монтравеля, губернатора Французской Гвианы.
В 1946 году коммуна подверглась урбанизации, сельскохозяйственная деятельность была прекращена. В 1969 году поселения Ремир и Монжоли были объединены в одну коммуну. В том же году здесь был основан коммерческий порт Дегра-де-Канн. В 1983 году построена электростанция, давшая импульс экономическому развитию региона.

## Население
На 2018 год численность населения коммуны составляла более 26 000 человек. По этническому составу это, прежде всего, креолы, бразильцы и европейцы.
| Демографические изменения |      |      |      |       |       |       |       |
| 1911                      | 1967 | 1974 | 1982 | 1990  | 1999  | 2007  | 2010  |
| 790                       | 2062 | 2950 | 6773 | 11701 | 15538 | 18873 | 19279 |
| Источник                  |      |      |      |       |       |       |       |

## Экономика
Коммуна является частью агломерации Большая Кайенна. Это жилой и промышленный пригород столицы. Имеет развитую инфраструктуру, торговый порт Дегра-де-Канн, электростанцию и промышленную зону в устье реки Маури. Дегра-де-Канн находится в ведении Торговой и промышленной палаты Гвианы. Развит туристический сектор. На территории коммуны также находится штаб-квартира национального парка Гвианская Амазония.

## Культура
На территории коммуны много исторических памятников: Ле Рош Граве — скалы с изображением петроглифов, Ле Полиссуар, Дом Паско, Форт Диаман — руины крепости, построенной в 1849 году на месте укреплений XVIII века, дом Видаля.
Главным спортивным сооружением в коммуне является стадион имени Эдмара Лама на 1400 мест. Действуют спортивные организации — два футбольных клуба, «Ремир» и «Монжоли», два велоклуба «Монжоли» и «Ремир-Монжоли Байк», два клуба по лёгкой атлетике «Монжоли» и «Летуаль Монжольен», баскетбольный, волейбольный и гандбольный клубы.

## Город-побратим
- Бессин-сюр-Гартамп (фр. Bessines-sur-Gartempe), Франция